# Guido Pistocchi
Guido Pistocchi (Cesena, 24 agosto 1937 – Savignano sul Rubicone, 22 dicembre 2022) è stato un trombettista, cantante, arrangiatore e compositore italiano.
È  considerato uno dei grandi strumentisti della scena jazzistica italiana.

## Biografia
Nato a Cesena, figlio d'arte (il padre era violinista) e zio del giornalista Maurizio Pistocchi, è il più giovane di quattro fratelli musicisti che hanno lavorato in RAI già dal 1947 nell'orchestra di Cinico Angelini e in seguito nell'Orchestra Sinfonica della RAI di Roma. Nel 1959 Guido Pistocchi si diploma in tromba al Conservatorio Giovanni Battista Martini di Bologna e, nello stesso anno, debutta nell'orchestra di Piergiorgio Farina. Nel 1961 entra a far parte dell'orchestra di Bob Azzam, lavorando a Parigi nei teatri Bobino e Olympia, incidendo dischi per l'etichetta Barclay.
Nel 1964 Guido Pistocchi costituisce il suo gruppo formato da otto elementi, e viene prodotto da Lucio Battisti e Mogol per l'etichetta Ricordi, sotto lo pseudonimo "El Supremo Brass Band". Nello stesso tempo lavora nei locali più rinomati, come: "La Bussola"  di Sergio Bernardini, “La Capannina di Franceschi", il "Club Oliviero 84" di Roma, lo "Sporting Club" di Montecarlo, il "Palace Hotel" di Gstaad, il "Palace Hotel" di Saint Moritz e in teatro con la coppia di commediografi Garinei e Giovannini e con il Maestro Bruno Canfora. Nel 1988 Pistocchi collabora per alcune sigle televisive con Claudio Mattone e Renzo Arbore; la più famosa Vatte a cuccà, sigla di chiusura dello Show televisivo D.O.C..
Nel corso della sua ultracinquantennale carriera, ha avuto modo di collaborare come solista, con alcuni tra i più noti esponenti della musica italiana: In ambito jazzistico con Romano Mussolini, Lelio Luttazzi, Marcello Rosa, Gianni Sanjust, Gianni Basso, Dino Piana, Henghel Gualdi, Tullio De Piscopo, Andrea Pozza, Luciano Milanese, Giancarlo Pillot, Stefano Bagnoli,   Giorgio Azzolini, Gianni Cazzola, Riccardo Fioravanti, ecc. Nella musica leggera, con Lucio Battisti, Mogol, Bruno Canfora, Ennio Morricone, Renzo Arbore. Ha partecipato come solista alla trasmissione Indietro tutta e al Festival di Sanremo 1992, 1993 e 1994.
Nel 1989 ha composto, con Giorgio Chièrchie,  le musiche per il film Night Club, una commedia all'italiana diretta da Sergio Corbucci ed interpretata da Christian De Sica, Mara Venier, Sergio Vastano e Massimo Wertmüller; sua anche la sigla della trasmissione "Goleada" per Tele Montecarlo. Anche se negli ultimi tempi si dedica soprattutto alla produzione e a realizzazioni discografiche come solista e arrangiatore, è sempre attivo sul fronte delle esibizioni live.
Molto apprezzato il suo "Tributo ad Armstrong", con la "Lincoln Orchestra" o il "Guido Pistocchi & Soul Brothers", nel quale propone i brani più conosciuti del celebre trombettista-cantante statunitense Louis Armstrong, imitandone la voce e il modo di suonare.
Nel 2012 ha costituito il suo nuovo quartetto che comprende, oltre allo stesso Pistocchi, Michele Francesconi al pianoforte, Paolo Ghetti al contrabbasso e Luca Nanni alla batteria.
È stato scelto dall'organizzazione del Festival del Jazz di Juan-les-Pins (12 - 22 luglio 2012 e 12 - 21 luglio 2013) come padrone di casa del dopo-festival, con eventi denominati "Jazz Club around midnight", al cui interno si svolgono Jam session con la partecipazione di numerosi musicisti e interpreti, scesi pochi minuti prima dal grande palcoscenico e desiderosi di fare musica senza particolari vincoli e legami stilistici. E anche in queste occasioni Guido Pistocchi, con il suo quartetto e gli ospiti che di volta in volta si avvicendano, sa far valere l'esperienza e la maestria che lo contraddistinguono.
La sua attività di strumentista, cantante e bandleader continua anche in Italia, con la partecipazione ad eventi che hanno sempre come comune denominatore il jazz.
Nel 2015 è guest nel remake di Jazz Carnival, un brano portato al successo degli Azymuth negli anni settanta e riproposto da Pino Presti & Mad of Jazz in una versione electro-jazz.
Guido Pistocchi è deceduto il 22 dicembre 2022.